# Droits de l'homme au Tchad
Les droits de l'homme au Tchad sont qualifiés de « médiocres » ; par exemple, Freedom House désigne depuis 1972 le pays comme « non libre »,. Le Tchad a reçu un score de 7 pour les droits politiques et 6 pour les libertés civiles (1 étant le plus libre, 7 étant le moins libre).
Selon le Département d'État américain, « le piètre bilan du gouvernement en matière de droits de l'homme s'est encore détérioré au cours de l'année 2006 ; les forces de sécurité ont commis de nombreuses violations graves des droits de l'homme ». Parmi les abus répertoriés figuraient des exécutions extrajudiciaires, des passages à tabac, des tortures et des viols par les forces de sécurité ; les limites de la liberté d'expression et de la presse et de la liberté de réunion ;des  arrestation et détention arbitraires ; et la corruption généralisée. Les forces de sécurité commettent ces abus et d'autres avec une impunité "presque totale",,.
Amnesty International a rapporté en 2007 que « l'insécurité généralisée dans l'est du Tchad a eu des conséquences particulièrement graves pour les femmes, qui ont subi de graves atteintes aux droits humains, notamment des viols, lors d'attaques contre des villages » par des milices janjawid du Soudan. Les femmes sont confrontées à une discrimination et à une violence généralisées. Les mutilations génitales féminines, bien que techniquement illégales, sont encore largement pratiquées. Le harcèlement de journalistes et de militants des droits de l'homme a également été documenté  ainsi que l'utilisation d'enfants soldats par les forces de sécurité tchadiennes, par divers groupes de défense des droits de l'homme,,.
Transparency International a classé le Tchad parmi les nations les plus corrompues au monde. En 2007, il a obtenu un score de 1,8 sur 10 sur l'indice de perception de la corruption (10 étant le moins corrompu). Seuls les Tonga, l'Ouzbékistan, Haïti, l'Irak, le Myanmar et la Somalie ont obtenu des scores inférieurs. Les détracteurs de l'ancien président Idriss Déby l'ont accusé de népotisme et de favoriser sa propre tribu, les Zaghawa. La réélection de Déby en mai 2006 - au cours de laquelle il a remporté un troisième mandat - a été boycottée par l'opposition, qui a dénoncé les résultats comme frauduleux. L'élection précédente, en 2001, avait également été considérée comme frauduleuse par les partis d'opposition, bien qu'une équipe d'observateurs étrangers ait déclaré que le scrutin s'était déroulé « sans problèmes majeurs ni intimidation »,,.

## Situation historique
Le tableau suivant montre les notes du Tchad depuis 1972 dans les rapports de Freedom in the World, publiés chaque année par Freedom House. Une note de 1 est « la plus libre » et 7 est « la moins libre ».
| \| Année \| Droits civiques \| Libertés publiques \| Statut \| Président[14] \| \| 1972 \| 6 \| 7 \| Non libre \| N’Garta Tombalbaye \| \| 1973 \| 6 \| 7 \| Non libre \| N'Garta Tombalbaye \| \| 1974 \| 6 \| 7 \| Non libre \| N'Garta Tombalbaye \| \| 1975 \| 7 \| 6 \| Non libre \| N'Garta Tombalbaye \| \| 1976 \| 7 \| 6 \| Non libre \| Félix Malloum \| \| 1977 \| 7 \| 6 \| Non libre \| Félix Malloum N'Gakoutou \| \| 1978 \| 6 \| 6 \| Non libre \| Félix Malloum N'Gakoutou \| \| 1979 \| 6 \| 6 \| Non libre \| Félix Malloum N'Gakoutou \| \| 1980 \| 7 \| 6 \| Non libre \| Goukouni Oueddei \| \| 1981 \| 7 \| 6 \| Non libre \| Goukouni Oueddei \| \| 1982[15] \| 7 \| 6 \| Non libre \| Goukouni Oueddei \| \| 1983 \| 7 \| 6 \| Non libre \| Hissène Habré \| \| 1984 \| 7 \| 7 \| Non libre \| Hissène Habré \| \| 1985 \| 7 \| 7 \| Non libre \| Hissène Habré \| \| 1986 \| 7 \| 7 \| Non libre \| Hissène Habré \| \| 1987 \| 6 \| 7 \| Non libre \| Hissène Habré \| \| 1988 \| 6 \| 7 \| Non libre \| Hissène Habré \| \| 1989 \| 7 \| 6 \| Non libre \| Hissène Habré \| \| 1990 \| 7 \| 6 \| Non libre \| Hissène Habré \| \| 1991 \| 6 \| 6 \| Non libre \| Idriss Déby \| \| 1992 \| 6 \| 6 \| Non libre \| Idriss Déby \| \| 1993 \| 6 \| 5 \| Non libre \| Idriss Déby \| \| 1994 \| 6 \| 5 \| Non libre \| Idriss Déby \| \| 1995 \| 6 \| 5 \| Non libre \| Idriss Déby \| \| 1996 \| 6 \| 5 \| Non libre \| Idriss Déby \| \| 1997 \| 6 \| 5 \| Non libre \| Idriss Déby \| \| 1998 \| 6 \| 4 \| Non libre \| Idriss Déby \| \| 1999 \| 6 \| 5 \| Non libre \| Idriss Déby \| \| 2000 \| 6 \| 5 \| Non libre \| Idriss Déby \| \| 2001 \| 6 \| 5 \| Non libre \| Idriss Déby \| \| 2002 \| 6 \| 5 \| Non libre \| Idriss Déby \| \| 2003 \| 6 \| 5 \| Non libre \| Idriss Déby \| \| 2004 \| 6 \| 5 \| Non libre \| Idriss Déby \| \| 2005 \| 6 \| 5 \| Non libre \| Idriss Déby \| \| 2006 \| 6 \| 6 \| Non libre \| Idriss Déby \| \| 2007 \| 7 \| 6 \| Non libre \| Idriss Déby \| \| 2008 \| 7 \| 6 \| Non libre \| Idriss Déby \| \| 2009 \| 7 \| 6 \| Non libre \| Idriss Déby \| \| 2010 \| 7 \| 6 \| Non libre \| Idriss Déby \| \| 2011 \| 7 \| 6 \| Non libre \| Idriss Déby \| \| 2012 \| 7 \| 6 \| Non libre \| Idriss Déby \| \| 2013 \| 7 \| 6 \| Non libre \| Idriss Déby \| |                 |                    |           |                          |
| Année | Droits civiques | Libertés publiques | Statut    | Président                |
| 1972 | 6               | 7                  | Non libre | N’Garta Tombalbaye       |
| 1973 | 6               | 7                  | Non libre | N'Garta Tombalbaye       |
| 1974 | 6               | 7                  | Non libre | N'Garta Tombalbaye       |
| 1975 | 7               | 6                  | Non libre | N'Garta Tombalbaye       |
| 1976 | 7               | 6                  | Non libre | Félix Malloum            |
| 1977 | 7               | 6                  | Non libre | Félix Malloum N'Gakoutou |
| 1978 | 6               | 6                  | Non libre | Félix Malloum N'Gakoutou |
| 1979 | 6               | 6                  | Non libre | Félix Malloum N'Gakoutou |
| 1980 | 7               | 6                  | Non libre | Goukouni Oueddei         |
| 1981 | 7               | 6                  | Non libre | Goukouni Oueddei         |
| 1982 | 7               | 6                  | Non libre | Goukouni Oueddei         |
| 1983 | 7               | 6                  | Non libre | Hissène Habré            |
| 1984 | 7               | 7                  | Non libre | Hissène Habré            |
| 1985 | 7               | 7                  | Non libre | Hissène Habré            |
| 1986 | 7               | 7                  | Non libre | Hissène Habré            |
| 1987 | 6               | 7                  | Non libre | Hissène Habré            |
| 1988 | 6               | 7                  | Non libre | Hissène Habré            |
| 1989 | 7               | 6                  | Non libre | Hissène Habré            |
| 1990 | 7               | 6                  | Non libre | Hissène Habré            |
| 1991 | 6               | 6                  | Non libre | Idriss Déby              |
| 1992 | 6               | 6                  | Non libre | Idriss Déby              |
| 1993 | 6               | 5                  | Non libre | Idriss Déby              |
| 1994 | 6               | 5                  | Non libre | Idriss Déby              |
| 1995 | 6               | 5                  | Non libre | Idriss Déby              |
| 1996 | 6               | 5                  | Non libre | Idriss Déby              |
| 1997 | 6               | 5                  | Non libre | Idriss Déby              |
| 1998 | 6               | 4                  | Non libre | Idriss Déby              |
| 1999 | 6               | 5                  | Non libre | Idriss Déby              |
| 2000 | 6               | 5                  | Non libre | Idriss Déby              |
| 2001 | 6               | 5                  | Non libre | Idriss Déby              |
| 2002 | 6               | 5                  | Non libre | Idriss Déby              |
| 2003 | 6               | 5                  | Non libre | Idriss Déby              |
| 2004 | 6               | 5                  | Non libre | Idriss Déby              |
| 2005 | 6               | 5                  | Non libre | Idriss Déby              |
| 2006 | 6               | 6                  | Non libre | Idriss Déby              |
| 2007 | 7               | 6                  | Non libre | Idriss Déby              |
| 2008 | 7               | 6                  | Non libre | Idriss Déby              |
| 2009 | 7               | 6                  | Non libre | Idriss Déby              |
| 2010 | 7               | 6                  | Non libre | Idriss Déby              |
| 2011 | 7               | 6                  | Non libre | Idriss Déby              |
| 2012 | 7               | 6                  | Non libre | Idriss Déby              |
| 2013 | 7               | 6                  | Non libre | Idriss Déby              |

## Traités internationaux
Les positions du Tchad sur les traités internationaux relatifs aux droits de l'homme sont les suivantes :
| Traité | Organisation  | Introduit | Signé | Ratifié |
| Convention pour la prévention et la répression du crime de génocide                                                                          | Nations unies | 1948      | —     | —       |
| Convention internationale sur l'élimination de toutes les formes de discrimination raciale                                                   | Nations unies | 1966      | —     | 1977    |
| Pacte international relatif aux droits économiques, sociaux et culturels                                                                     | Nations unies | 1966      | —     | 1995    |
| Pacte international relatif aux droits civils et politiques                                                                                  | Nations unies | 1966      | —     | 1995    |
| Premier protocole facultatif au Pacte international relatif aux droits civils et politiques                                                  | Nations unies | 1966      | —     | 1995    |
| Convention sur l'imprescriptibilité des crimes de guerre et des crimes contre l'humanité                                                     | Nations unies | 1968      | —     | —       |
| Convention sur l'apartheid | Nations unies | 1973      | 1974  | 1974    |
| Convention sur l'élimination de toutes les formes de discrimination à l'égard des femmes                                                     | Nations unies | 1979      |       | 1995    |
| Convention contre la torture et autres peines ou traitements cruels, inhumains ou dégradants                                                 | Nations unies | 1984      | —     | 1995    |
| Convention relative aux droits de l'enfant                                                                                                   | Nations unies | 1989      | 1990  | 1990    |
| Deuxième protocole facultatif se rapportant au Pacte international relatif aux droits civils et politiques, visant à abolir la peine de mort | Nations unies | 1989      | —     | —       |
| Convention internationale sur la protection des droits de tous les travailleurs migrants et des membres de leur famille                      | Nations unies | 1990      | —     | —       |
| Protocole facultatif à la Convention sur l'élimination de toutes les formes de discrimination à l'égard des femmes                           | Nations unies | 1999      | —     | —       |
| Protocole facultatif à la Convention relative aux droits de l'enfant concernant l'implication d'enfants dans les conflits armés              | Nations unies | 2000      | 2002  | 2002    |
| Protocole facultatif sur la vente d'enfants, la prostitution des enfants et la pornographie mettant en scène des enfants                     | Nations unies | 2000      | 2002  | 2002    |
| Convention relative aux droits des personnes handicapées                                                                                     | Nations unies | 2006      | —     | —       |
| Protocole facultatif à la Convention relative aux droits des personnes handicapées                                                           | Nations unies | 2006      | —     | —       |
| Convention internationale pour la protection de toutes les personnes contre les disparitions forcées                                         | Nations unies | 2006      | 2007  | —       |
| Protocole facultatif au Pacte international relatif aux droits économiques, sociaux et culturels                                             | Nations unies | 2008      | —     | —       |
| Protocole facultatif à la Convention relative aux droits de l'enfant sur une procédure de communication                                      | Nations unies | 2011      | —     | —       |